# Pachyneuron albutius
Pachyneuron albutius är en stekelart som beskrevs av Walker 1843. Pachyneuron albutius ingår i släktet Pachyneuron och familjen puppglanssteklar. Inga underarter finns listade i Catalogue of Life.